# عقيدة مسيحية

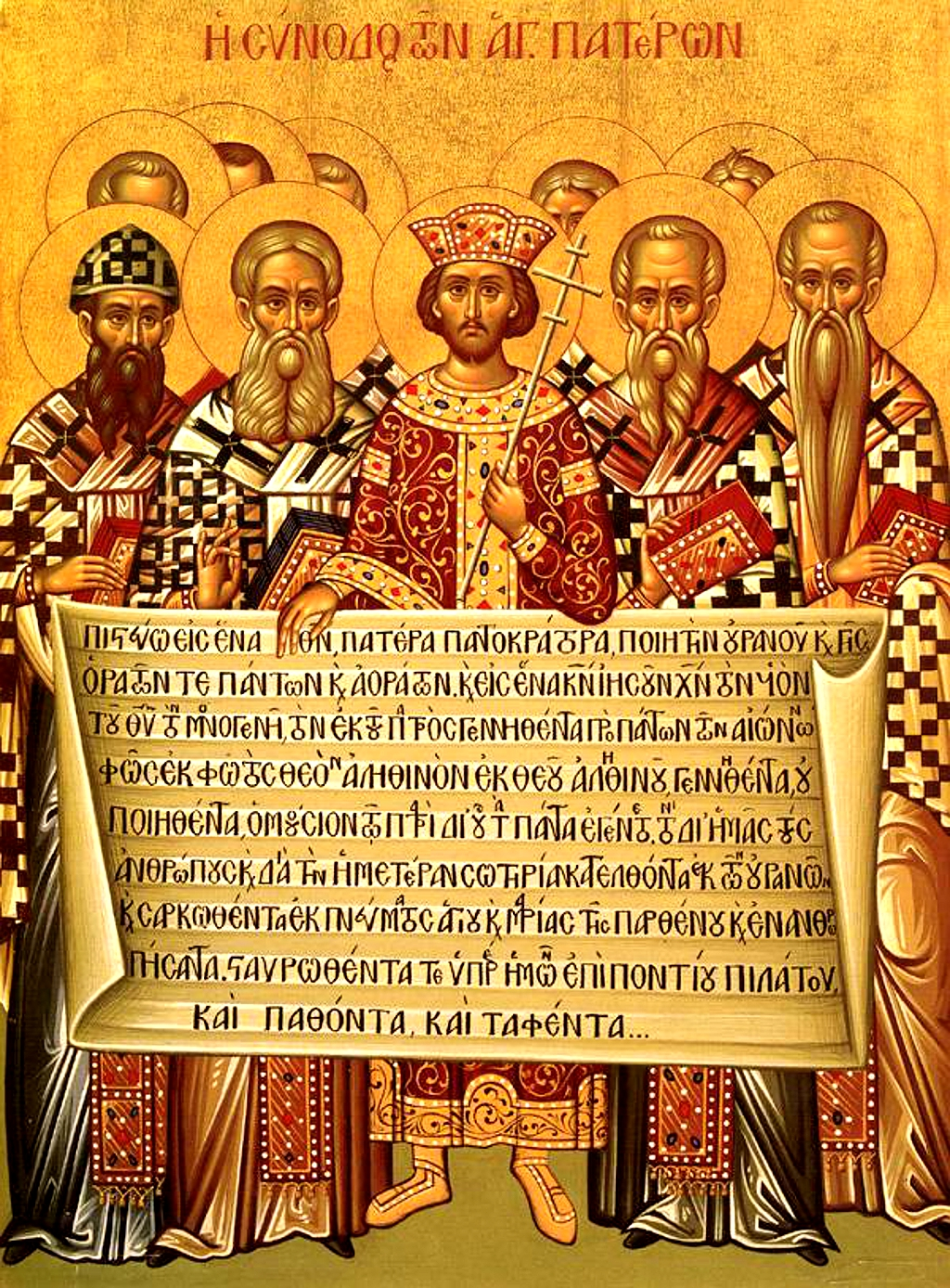
أيقونة بيزنطية تظهر قسطنطين الأول محاطًا بالبطاركة والأساقفة في مجمع نيقية الأول ويمسكون قانون الإيمان الذي صاغة المجمع.

تؤمن المسيحية بإله واحد كما صرّح الكتاب المقدس في مواضع عدّة منها: «اسْمَعْ يَا إِسْرَائِيلُ. الرَّبُّ إِلَهُنَا رَبٌّ وَاحِدٌ. فَأَحِبُّ الرَّبَّ إِلَهَكَ مِنْ كُلِّ قَلْبِكَ وَمِنْ كُلِّ نَفْسِكَ وَمِنْ كُلِّ فِكْرِكَ وَمِنْ كُلِّ قُدْرَتِكَ. هَذِهِ هِيَ الْوَصِيَّةُ الأُولَى»؛مر 12:30] وهو في آن واحد وثالوث واحد من حيث الجوهر والطبيعة، الإرادة والمشيئة، القدرة والفعل، وثالوث من حيث إعلانه عن نفسه ومن حيث أعماله: فقد خلق العالم بكلمته، وكلمته هي في ذاته نفسها؛ وهو حي، وروحه في ذاته نفسها؛ وتدعى أطراف الثالوث الإلهي «أقانيم»؛ ويعتبر سر الثالوث من أسرار الله الفائقة، ويستدلّ عليها من مواضع شتّى في الكتاب؛لو 1:35] وقد رفض هذا السر عبر التاريخ جماعات قليلة تدعى لاثالوثية.
صفات الإلوهة في المسيحية متنوعة أهمها، الأزلية والخلود، والثبات عن التغيير في الجوهر، وكلية القدرة والسلطان، والنزاهة عن الزمان والمكان، وكمال المحبّة والرحمة، وأصل الخير والعدل، فهو «ضابط الكل»، وخالق الأمور المنظورة وغير المنظورة؛ التي هي في حدود معرفتنا الملائكة، أي الكائنات التي خلقها الله لخدمته، وإيصال رسائله للبشرية في بعض الحالات، ولها شفاعة في مؤمني الأرض، ورئيسها هو الملاك ميخائيل، وكذلك جبرائيل؛ وقد عصت بعضها الله فغدت أرواحًا شريرة يترأسها الشيطان الذي يعمل على إغواء البشرية،أف 6:11] وقد يتلبس كائنًا بشريًا فيطرد عبر التعزيم.

## العقائد المسيحية
تتمحور المسيحية في تعاليمها حول الكتاب المقدس، وبشكل خاص يسوع، الذي هو في العقيدة متمم النبؤات المنتظر، وابن الله المتجسد؛ الذي قدّم في العهد الجديد ذروة التعاليم الاجتماعية والأخلاقية، وأيّد أقواله بمعجزاته؛ وكان مخلّص العالم بموته وقيامته، والوسيط الوحيد بين الله والبشر؛ وينتظر معظم المسيحيين مجيئه الثاني، الذي يختم بقيامة الموتى، حيث يثيب الله الأبرار والصالحين بملكوت أبدي سعيد.
يؤمن المسيحيون أن يسوع هو حي في السماء، وأن جسده بحالة ممجدة فيها، وأنه سيعود في آخر الزمان ليقيم حكمًا ألفيًا يبلغ فيه الملكوت ذروته وينتهي بقيامة الموتى وانفتاح العالم المؤقت والفاني على الأبدية والخلود. هذا الملكوت، قد افتتح عن مجيء المسيح الأول وهو مستمر بأشكال جزئيّة داخل الكنيسة وخارجها، حتى تمام الاعتلان الإلهي في آخر الأزمنة. يعتقد المسيحيون أيضًا، أن يسوع هو بكر القائمين من بين الأموات، وقد عزّا بموته الإنسان وفتح أبواب الهاوية - وتترجم أيضًا القبر وهي مكان انتظار الأرواح بعد موتها - وبذلك غدا الإنسان بحالة روحية إما يتعذب تكفيرًا أو يتنعم اتحادًا مع الله فيما يشبه نعيم الأرواح، وهذا هو رأي الكنيسة الكاثوليكية وأغلب الكنائس البروتستانتية؛ وانطلاقًا من ذلك، يدعى المخلص، إذ به كما يقول الكتاب المقدس قد صالح الله البشرية مع نفسه، وألغى بقيامته المفاعيل الروحية لسقوط الإنسان، وأعاد بنوّة البشر لله، فيما يعرف بسر الفداء، أما المفاعيل الجسدية للسقوط أي الموت والألم والشر فستنتهي مع المجيء الثاني تزامنًا مع اكتمال البشرية التي أعدّها الله من قبل تأسيس العالم.

## الله

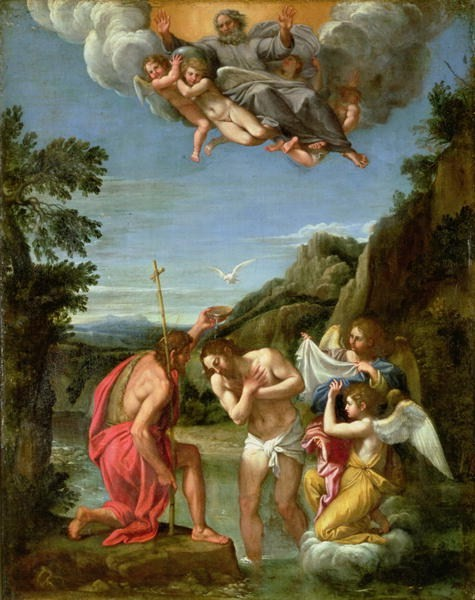
أيقونة معمودية يسوع، بريشة فرانسيسكو ألباني عام 1600: وقت العماد ظهر الثالوث مجتمعًا، فبينما كان الابن يعتمد حلّ الروح القدس بشكل طائر الحمام وسمع صوت الآب يقول من السماء:.

المسيحيون يؤمنون بأن الله واحد وقد جاء في إنجيل مرقس: الرب إلهنا رب واحد.مرقس 29/12] غير أن الله في العقيدة المسيحية، مكون من ثلاثة أقانيم متحدة في نفس الجوهر الذي يتساوى به منذ الأزل وإلى الأبد. وتسمى هذه العقيدة بعقيدة الثالوث الأقدس. ولا يمكن قبول أحد الأقانيم منفردًا بل يجب التسليم بها جميعًا، ويقول القديس غريغوريوس النياسي فيما يخص الثالوث:
| عقيدة مسيحية | إن الأقانيم الثلاثة الإلهية: الآب والابن والروح القدس، لا يمكن فصلها عن بعضها البعض، كما لا يمكن فهمها عن بعضها البعض، كذلك لا يمكن استيعابها كحقائق بشرية، بل هي الطريقة التي عبّر فيها الله عن طبيعته التي لا يمكن تسميتها ولا التحدث عنها، ويتكيف مفهومنا عنها وفقًا لمحدودية عقولنا البشرية. إن لفظة ”أقنوم“ المشتقة من اللغة الآرامية لا يوجد ما يقابلها في لغاتنا اليوم، وهي تشير إلى وحدة الكيان، فالنفس أقنوم والجسد أقنوم، وهما يتحدان سوية لتكوين الإنسان فهل الإنسان اثنان؟ حاشا!(8) واستنادًا إلى ذلك لم يقل المسيح في خاتمة إنجيل مرقس عمدوهم بأسماء الآب والأبن والروح القدس بل باسم الآب والابن والروح القدس. | عقيدة مسيحية |

يظهر الثالوث مجتمعًا في مواضع عدة من العهد الجديد أشهرها عند عماد يسوع في متى 4/ 16-17 فبينما كان المسيح يعتمد هبط الروح القدس بشكل طائر الحمام في حين سمع صوت الآب من السماء. بعض المفسرين وآباء الكنيسة يشيرون إلى أن الثالوث الأقدس قد ذكر أيضًا في العهد القديم بشكل أو بآخر، كاستخدام لفظ الجمع ألوهيم للإشارة إلى الله، واستخدام الله لصيغة الجمع في اللغة العبرية للدلالة على ذاته ما يفترض وجود ثالوث.

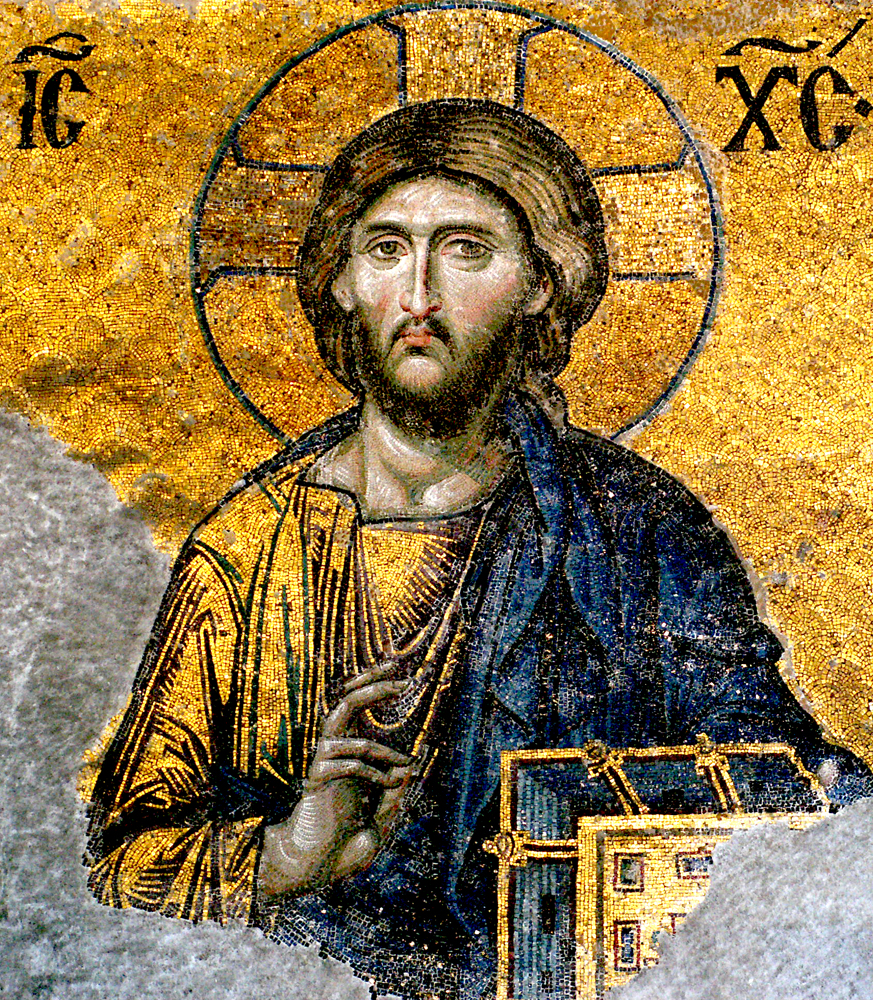
جدارية تظهر يسوع المسيح وقد كتب فوق عن اليمين واليسار بحروف الأبجدية اليونانية ”أنا هو“ المصطلح التقليدي للإشارة إلى الله في الديانة اليهودية.

الأقنوم الأول هو الآب ويمكن القول أنه الصورة التقليدية للالله، ويقدم الكتاب المقدس عددًا كبيرًا من صفاته. (انظر الثالوث الأقدس للاستزادة) أصل المصطلح يأتي من أن يسوع قد ناداه “الآب السماوي” وكذلك القديس بولس حين اعتبره “أب واحد لجميعنا.”روما 15/8]
الأقنوم الثاني هو الابن ويطلق عليه أيضًا اسم الكلمة والحمل وهو: لم يعتبر مساواته بالله خلسة أو غنيمة يتمسك بها، بل أخلى ذاته متخذًا صورة عبد صائرًا شبيهًا بالبشر.فيلمون 6/2] ودعي حين اتخذ جسدًا يسوع المسيح، وهو الذي تنبأ عنه جميع أنبياء العهد القديم من قبل. ألوهة يسوع يمكن استنباطها من مواضع عديدة في الكتاب المقدس، فهو قال في إنجيل يوحنا: أنا والآب واحد.يوحنا 30/10] ومن رآه قد رأى الذي أرسله.يوحنا 44/12] كذلك فإن أنبياء العهد القديم أشاروا إلى «التجسد الإلهي»: يولد لنا ولدًا، ونعطى ابنًا، وتكون الرئاسة على كتفه ويدعى اسمه عجيبًا مشيرًا إلهًا قديرًا أبًا أبديًا رئيس السلام.أشعياء 6/9] يسوع ليس فقط هو الابن بل هو أيضًا الماشيح (عربت لاحقًا إلى «مسيح») الذي ينتظره اليهود، فهو كاهن ونبي وملك. (انظر الثالوث الأقدس للاستزادة)

سوى ذلك فإنه بالابن قد كوّن العالم،يوحنا 10/1] وهو من سيدين البشرية في يوم القيامة،يوحنا 22/5] وسلطته على جميع البشر،يوحنا 2/17] وهو أيضًا صورة الله الذي لا يرى،كولوسي 15/1] والكائن قبل كل شيء وبه يدوم كل شيء.كولوسي 17/1]

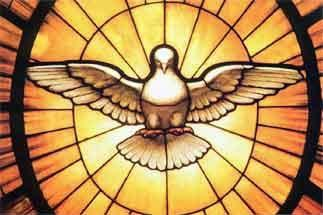
الروح القدس، كما هو مرسوم في كاتدرائية القديس بطرس في الفاتيكان.

الأقنوم الثالث هو الروح القدس ويمكن الاستدلال على ألوهته من مواضع عديدة أبرزها أعمال الرسل 5/ 3-5 حيث يدعى روح الله و الرسالة الأولى إلى كورنثس 10/2 حيث يذكر أنه يتقصى حتى أعماق الله و إنجيل يوحنا 26/14 إلى جانب مواضع أخرى عديدة. والمسيحي إن لم يكن تحت سلطة الروح القدس فهو ليس بمسيحيًا،روما 19/8] ويسبغ المسيحيون عليه ألقابًا عديدة استنادًا إلى العهد الجديد، (انظر الثالوث الأقدس للاستزادة) ولديه وفق العقائد المسيحية مواهب يوزعها على المؤمنين به، وهو من يلهم الكنيسة ويقويها،أعمال 31/9] ومن يضع مقرراتها.أعمال 28/15] وغالبًا ما يرمز له بألسنة من نار كما حلّ في العنصرة، أو طائر الحمام كما حلّ وقت عماد يسوع.
خلال القرن الحادي عشر دار الخلاف بين بطريركية القسطنطينية والكرسي الرسولي حول أصل انبثاق الروح القدس؛ فبينما وجدت كنيسة القسطنطينية أن الروح القدس منبثق من الآب وحده استنادًا إلى تفسير إنجيل يوحنا 26/15ٍ وجدت الكنيسة الكاثوليكية أن الروح ينبثق من الآب والابن معًا استنادًا إلى تفسير إنجيل يوحنا 16/ 14-16.
بشكل عام لا يعتبر لكل أقنوم مهام محددة، فالآب يغفر الخطايا،متى 19/18] وكذلك الابن،متى 6/9] وبينما يعتبر الروح القدس أقنومًا خاصًا يدعى في الوقت نفسه روح الآب،متى 20/10] وروح يسوع.أعمال 7/16] فحالات الوحدة والتكامل بين الثالوث عديدة.
بعض الطوائف المسيحية ترفض عقيدة الثالوث، الآريوسية في القرن الرابع؛ ومع اندثارها لم تكن هناك أي طائفة ترفض هذه العقيدة حتى منتصف القرن السادس عشر حين ظهرت حركة التوحيدية في أوروبا الوسطى وفي القرن التاسع عشر حين تأسست سنة 1872 كنيسة الرسليين في الولايات المتحدة الإمريكية ومن ثم انشق عنهم عام 1931 شهود يهوه التي تعتبر أقوى هذه الطوائف اليوم.
تجمع هذه الطوائف على تكريم يسوع وإغداق الكثير من الصفات الحميدة عليه، بيد أنه في تعليمهم كائن روحي قريب من الله ولكنه ليس بإله، وأيضًا فإن قيامته كانت بشكل روحي أي غير جسدية، كما يرفضون الدور المنسوب له في الخلاص لدى سائر المسيحيين، وتنكر أغلب هذه الطوائف وجود القيامة من القبر أو وجود الجحيم.
تفسر هذه الطوائف الآيات الكتاب المقدس التي يعتمد عليها المسيحيون في برهنة ألوهة المسيح أو قيامته من بين الأموات بشكل رمزي مجازي، وفي الوقت ذاته يعتمد اللاثالوثيون على عدة آيات للبرهان من الكتاب المقدس أن المسيح ليس إلهًا، كالرسالة الأولى إلى كورنثس 15/ 27-28 حيث يذكر صراحة خضوع الابن للآب في اليوم الأخير، في حين يرى التفسير الكاثوليكي في هذا الخضوع، خضوع جسد يسوع وانتفاءه لتمام الرسالة التي اتخذ جسدًا من أجلها.(9)

## مريم العذراء
تجمع الكنيسة الكاثوليكية والأرثوذكسية الشرقية والأرثوذكسية المشرقية والنساطرة والكنيسة الأنجليكانية والكنيسة اللوثرية على تكريم خاص لمريم العذراء، ويسمى ما يخص دراستها في الكتاب المقدس والعقائد المسيحية بالماريولوجي.
| نعظمك يا أم النور الحقيقي، ونمجدك أيتها العذراء القديسة، يا والدة الإله، يا ثيوتوكوس، لأنك ولدت مخلص العالم، فأتى وخلص نفوسنا. |
| —قانون إيمان مجمع أفسس 431. |

يعتقد المسيحيون أن مريم قد حبلت من الروح القدس،لوقا 35/1] في الوقت الذي كانت به مخطوبة ليوسف النجار، ورغم زواجها اللاحق منه لكنها ظلت خطيبته، أي أنها دائمة البتولية وذلك استنادًا إلى نشيد الأناشيد 12/4 و حزقيال 2/44 و المزامير 5/45، إضافة إلى تسميتها أم يسوع وليس زوجة يوسف في متى 13/2 إلى جانب أن يسوع قد عهد بها إلى يوحنا بن زبدي في ساعاته الأخيرة ولو أنها أنجبت سواه لكان أولى أن يقوم أولادها برعايتها.

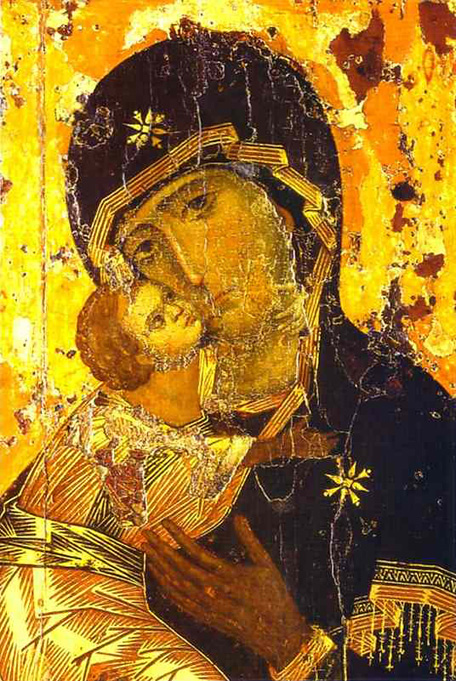
أيقونة ثيوتوكس فلاديمير أي والدة الإله سيدة فلاديمير.

ترى هذه الطوائف أن إكرام مريم أمر واجب، استنادًا إلى لوقا 45/1 و لوقا 48/1 و لوقا 27/11، فضلاً عن كونها الشخص الوحيد الذي رافق يسوع من ميلاده حتى صلبه، ولأنها كانت سبب اجتراح أولى معجزاته في عرس قانا حسب إنجيل يوحنا. ولذلك تخصص الكنيسة الكثير من الصلوات والأدعية لها، وتوضع في جميع الكنائس أيقونات تمثلها، وكتب الكثير في مدحها خلال مختلف مراحل الأدب المسيحي.
يرى المسيحيون أيضًا بأن إكرام مريم هو إكرام للمسيح نفسه، لذلك فقد خصصت الكنيسة عددًا كبيرًا من الأعياد المريمية وأغدقت عليها العديد من الألقاب، ويستمد بعضها من العهد القديم، سوى ذلك تدعى العذراء «أم الله» وقد دار جدال لاهوتي في القرن الخامس حول شرعية استخدام هذا اللقب، خصوصًا إثر تعاليم نسطور الذي اعتقد بأن الابن الكلمة قد حلّ في يسوع وقت العماد وليس يسوع هو الابن، وبالتالي فضل نسطور دعوة العذراء «أم المسيح» وليس «أم الله»، بيد أن مجمع أفسس سنة 431 قد حسم الجدل باعتماد مصطلح ثيوتوكس التي تعني بالعربية والدة الإله، ويشير هذا المصطلح إلى أنها والدة الله حسب الجسد وليست والدة اللاهوت في الله. حكم المجمع أيضًا بالهرطقة على نسطور.
| بنات كثيرات عملنّ فضلاً، أما إنتِ ففقت عليهنّ جميعًا. |
| —سفر الأمثال 29/31.                              |

يؤمن المسيحيون أيضًا بشفاعة مريم، أي بأن الصلاة والتضرع نحوها يأتِ بنتائج حسنة للفرد لأنها تقوم بفعل وساطة مع الله، ينبثق هذا الاعتقاد بشكل أساسي من حادثة عرس قانا الجليل، فيسوع لم يكن يريد اجتراح معجزة لكنها طلبت منه فاستجاب؛ وتضيف العقائد المسيحية أنها انتقلت إلى السماء بالنفس والجسد، حيث توجت هناك كملكة للسماء والأرض وجلست عن يمين الله استنادًا إلى ماورد في مزامير 2/45.
تضيف الكنيسة الكاثوليكية إلى هذه العقائد عددًا من العقائد الأخرى أشهرها الحبل بلا دنس المعلنة عام 1856 والتي تشير إلى أن العذراء قد حُبل بها من دون دنس الخطيئة الأصلية التي يرثها الجنس البشري منذ آدم، وقد ورد في نص العقيدة، إن العذراء قد نالت هذا «التكريم الفائق» باستحقاقات ابنها يسوع المسيح. ويحتفل بعيد الحبل بلا دنس في 8 كانون الأول من كل عام، ويعتبر عطلة رسمية في عدد من بلدان العالم. يرى الكاثوليك أيضًا أنها شركة في الفداء استنادًا إلى لوقا 35/2، وهي سيدة الوردية المقدسة، والوردية عبارة عن صلوات تأملية في مسيرة المسيح على الأرض من خلال العذراء.
النظرة للعذراء لدى الطوائف البروتستانتية مختلفة تمامًا عن سائر الكنائس، فهم يعترفون بإكرام خاص للعذراء ودورها في حياة يسوع، لكن أغلب هذه الطوائف تنكر الشفاعة ولا ترفع طلبات لها كما أنه لا يوجد أيقونات تمثلها. عدد من هذه الطوائف يعتبر أن دور العذراء قد انتهى عقب ميلاد يسوع وبالتالي فهي ليست ببتول بل قد تابعت حياتها بشكل طبيعي وأنجبت ذرية. الأمر المرفوض تمامًا لدى سائر الطوائف المسيحية.

## المجيء الثاني، قيامة الموتى، الخلاص، النعيم والجحيم
| في القيامة لا يزوجون لا يتزوجون، بل يكونون كملائكة الله في السماء. |
| —إنجيل متى 30/22                                                   |

أيقونة مارونية تظهر الجنة: يجلس السيد المسيح بمجد وسط الأيقونة يحيط به ملائكة الكاروبيم بينما يقف إلى يمينه ويساره مار مارون ومار بطرس والملاكان جبرائيل وميخائيل، أما في القسم السفلي من الأيقونة تظهر العذراء وسائر المؤمنين في النعيم الأبدي، وقد كتب السريانية والعربية واليونانية، قدوس

يؤمن المسيحيون أنه في يوم غير معلوم، سيأتي يسوع من السماء مع جمهرة من الملائكة والقديسين لكي يدين الخليقة برمتها، هذا المجيء سيكون منظورًا من قبل كل البشرية وستسبقه مجموعة من الكوارث والاضطهادات وسيترافق مع ظهور أنبياء ومسحاء دجالين فضلاً عن ظهور ضد المسيح.
يروي إنجيل متى 25/ 31-46 ملخصًا عما سيحدث، إذ سيجلس المسيح على عرشه ويفصل بين المحتشدين إلى قسمين، أما الذين عن يمينه فهم من قام بأعمال صالحة مصيرهم الجنة التي يطلق عليها أيضًا اسم الفرح، الملكوت أو ملكوت السماوات، الحياة الأبدية والراحة الأبدية؛ أما الذين عن يساره فسيتجهون إلى الجحيم، العقاب الأبدي، حيث البكاء وصرير الأسنان، والتي يطلق عليها أيضًا اسم الموت الثاني، أو النار الأبدية، حيث دودهم لا يموت ونارهم لا تطفأ، ويرى الكثير من اللاهوتيين والمفسرين في العصور الحديثة أن فكرة النار مجازية، وليست واقعًا مستدلين بإطلاق صفة الظلمة الخارجية على جهنم في بعض الأحيان، لكن قسمًا آخر يؤمن فعليًا بوجود هذه النار في الجحيم.
وحفل الدينونة لن يحضره الأحياء فقط، بل الأموات أيضًا والذين عادوا إلى الحياة مع المجيء الثاني للمسيح، وجسد الموتى القائم سيكون خالدًا غير قابل للموت أو الفساد، وسيرافق هذه القيامة تحوّل أجساد الأحياء أيضًا إلى هذه الجسد غير القابل للفساد.
| كما يومض البرق في الشرق، فيضيء في الغرب، هكذا يكون رجوع ابن الإنسان. |
| —إنجيل متى 27/24                                                     |

أما الخلاص فالإيمان بالمسيح شرط أساسي لنيله، وعدمه يؤدي إلى الدينونة، ذلك لأن هؤلاء غير المؤمنين لم يعترفوا بدم المسيح الكفاري عن الخطيئة، ولكن هذا الشرط لا يشمل من لم يسمع بالمسيح أو وصلته البشارة بطريقة خاطئة أو تأذى من المسيحية، بمعنى أنه في هذه الحالة سيتم الحساب وفق الأعمال فقط تمامًا كالبشرية قبل مجيء يسوع ولهذا يدعوه المسيحيين بالمخلص؛ وبما أن الجميع قد أخطؤوا، والمؤمنون بالمسيح لا يعاقبون، تتضح نظرية مجانية الخلاص التي تؤمن بها أغلب الطوائف البروتستانتية، أي أن الخلاص يكون بناءً على دعوة من الإله وليس بناءً على قرار من الإنسان؛ بيد أن هذه الفكرة ترفضها بشدة سائر الطوائف استنادًا إلى ما ورد في رسالة يعقوب 19/2 عن عدم كفاية الإيمان، كذلك تبرز أهمية الأعمال في مواضع أخرى عديدة، كالإشارة إلى عدم الخلاص في حال تضارب الإيمان مع الأعمال، وكون المسيح لدى مجيئة سيدين كل إنسان بحسب أعماله حسب حرفية المذكور، بناءً عليه تعلم أغلب الطوائف المسيحية بضرورة ترافق الإيمان مع الأعمال؛ ويرى عدد من اللاهوتيين أن خلاص غير المؤمنين بأعمالهم وارد، بيد أن ذلك لا يشمل الملاحدة أو من يضطهد المسيحيين.

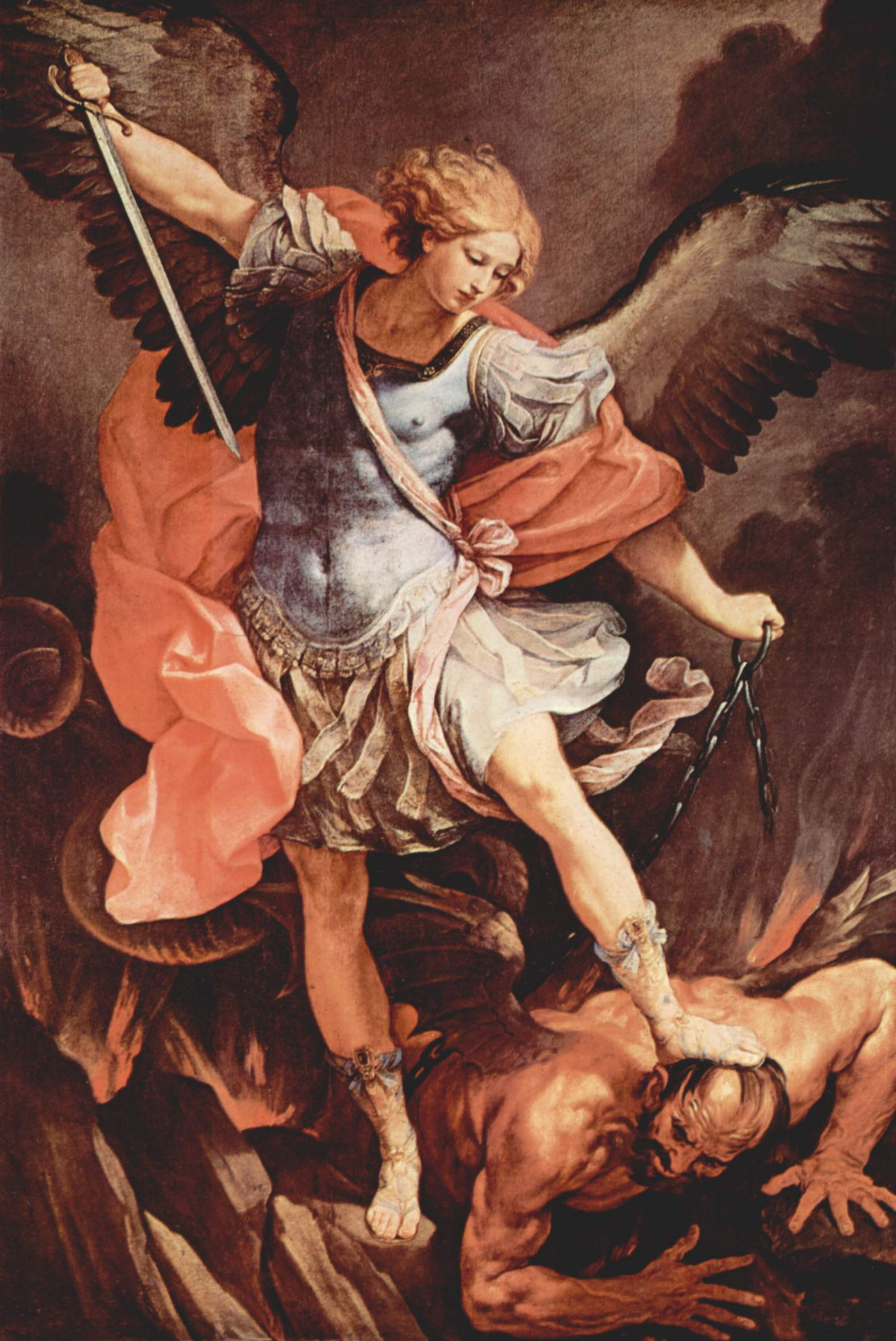
رئيس الملائكة ميخائيل يسحق الشيطان كما ورد في رؤيا يوحنا 12/ 7-11.

تؤمن الكنيسة الكاثوليكية أيضًا بالمطهر وهو مرتبة وسطى بين الجحيم والجنة، يتميز المطهر بكونه مرحلة مؤقتة للتكفير عن الخطايا التي لم يكفر عنها أحدهم خلال حياته الأرضية، ورغم عدم وجود ذكر له في العهد الجديد فقد بنى الكاثوليك نظريتهم استنادًا إلى عدة شواهد أمثال: إنجيل متى 26/5، إنجيل متى 32/12 حيث تذكر إشارة إلى الغفران في ”الزمان الآتي“، إنجيل متى 36/12، متى 34/18 وغيرها.
بعض الطوائف البروتستانتية أيضًا تفسر ما ورد في رؤيا يوحنا 20/ 1-6 عن الحكم الألفي ثم التمرد الأخير تفسيرًا حرفيًا لما سيحدث قبيل موعد يوم القيامة، بيد أن سائر الطوائف، وجدت في تلك الآيات إشارات رمزية إلى تجدد الكنيسة بعد الاضطهادات الرومانية، أي الزمن بين قيامة المسيح والقيامة العامة، وقد شاع بين المسيحيين في القرون الأولى التفسير الحرفي لتلك الآيات، واعتقدوا فعلاً بأن المسيح سيأتي فعلاً ليملك مع القديسين ألف سنة قبل التمرد الأخير، بيد أن الكنيسة لاحقًا نبذت هذا الرأي.

## الملائكة والشياطين
تؤمن المسيحية بالملائكة ككائنات روحية تخدم الله وتنقل رسائله الخطيرة للبشر، كما تؤمن أيضًا بالشيطان كملاك ساقط، ويكنى بأسماء عديدة في الكتاب المقدس، ومعه كوكبة من الأرواح النجسة أيضًا التي تقوم بتضليل العالم وإغواءه، لكن المسيح سينتصر عليهم ويبيديهم في يوم القيامة، ويوضح الكتاب المقدس صراحة أن ملك العالم الحالي هو للشيطان، ومن الممكن أن يسكن الشيطان أو أحد الأرواح النجسة في إنسان ويسمى طقس طرد الشيطان من شيء مسكون بالتعزيم.
يرى عدد من اللاهوتيين المسيحيين أن الملائكة والشياطين رموز وحقائق ضمن صور، فبينما يشير الشيطان إلى غياب الله وسلطة الشر والخطيئة، تشير الملائكة إلى مجد الله، يستشهد هؤلاء اللاهوتيون بأسماء الملائكة كدليل على رأيهم، إذ تعني كلمة ميخائيل باللغة العربية من مثل الله؛ في حين تعني كلمة جبرائيل، قوة الله.

## القديسون

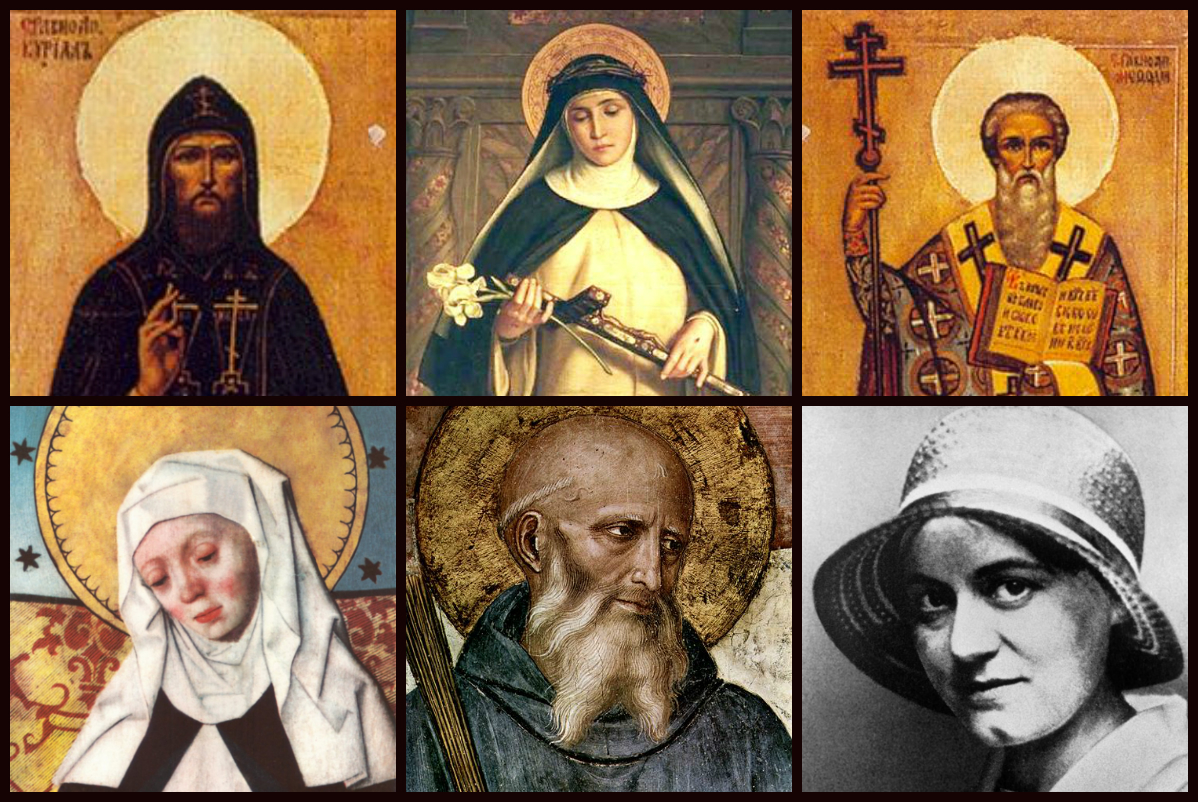
رعاة القارة الأوروبيَّة، باتجاه عقارب الساعة من الأعلى واليسار:ميثوديوس وكاترين السينائيّة وكيرلس؛ وإديث شتاين وبندكت النيرسي وبريجيت من السويد.

القديس، هو كل شخص عاش الفضائل الإلهية في الإيمان والرجاء والمحبة، خلال حياته على الأرض «ببطولة»، فيمكن اعتباره بعد تحقيق دقيق في سيرة حياته، علمًا من أعلام الدين و«سعيدًا مغبوطًا من الفردوس بناءً على الوعود الإلهية المسبقة». تشترط الكنيسة، في بعض الحالات تأييد التحقيق بمعجزة - غالبًا ما تكون شفائية عجز الطب عن حلّها - لإعلان القداسة، وإلا تكتفي بإعلانه طوباويًا. تعني كلمة قديس كتابياً «المفروز أو المتقدس لغاية معينة»، وكل من نال سر العماد، مدعو للقداسة.
حسب المعتقدات المسيحية، فإن العلاقة بين المؤمنين الأحياء والأموات لا تنقطع روحيًا، ولذلك فإنّ من «استراح سعيدًا بعد وفاته» أي القديس يصلّي لأهل الأرض، وطلب شفاعته، أي صلاته وتضرعه إلى الله، ممكن، وعلى هذا الأساس يقوم مفهوم قديس شفيع. من الممكن تكريم القديس سواءً من خلال التكني باسمه، أو تشييد الكنائس على اسمه، أو تكريم أيقوناته، أو رفاته، غير أن التركيم من بابا الاقتداء والتمثّل ولا يعني أبدًا العبادة، ويعلّم يوحنا بولس الثاني بأنّ «الكنيسة في إعلان تكريم وقداسة أبنائها وبنايتها، تؤدي التكريم السامي إلى الله نفسه منبع كل قداسة»، ومن الممكن أن يكون القديس من جميع الأعمار أو الأجناس، أو الوظائف والمهن الاجتماعية وليس الكهنة والرهبان فقط.
القديسون يعتبرون أيضًا مثال وقدوة للمسيحين، ويدعون «شهود الإيمان» كما ينصّ التعليم المسيحي للكنيسة الكاثوليكية: «فالعالم الذي نعيش فيه، كثيرًا ما يبدو بعيدًا جدًا عما يؤكده لإيمان، وتجارب الشر والألم والمظالم والموت تبدو متناقضة مع الإنجيل، وقد تستطيع أن تزعزع الإيمان، وأن يكون موضع تجربة. في هذه الحالة، من الممكن التوجه نحو القديسين، إذ تقتضي الضرورة أن نتوجه إلى شهود الإيمان، إبراهيم مثلاً الذي آمن راجيًا خلاف كل رجاء (وروما 4: 18) ومريم العذراء التي في» رحلة الإيمان«انطلقت حتى» ليل الإيمان«في ليل قبر ابنها، ولم تفقد إيمانها». الكتاب المقدس يحوي عددًا من هذه النصائح: «اذكروا دائمًا مرشديكم الذين علموكم كلام الله. تأملوا بسيرتهم حتى النهاية واقتدوا بإيمانهم». «فمع أن هابيل قد مات قتلاً، فإنه ما زال يلقننا العبر بإيمانه».

## التشريع المسيحي

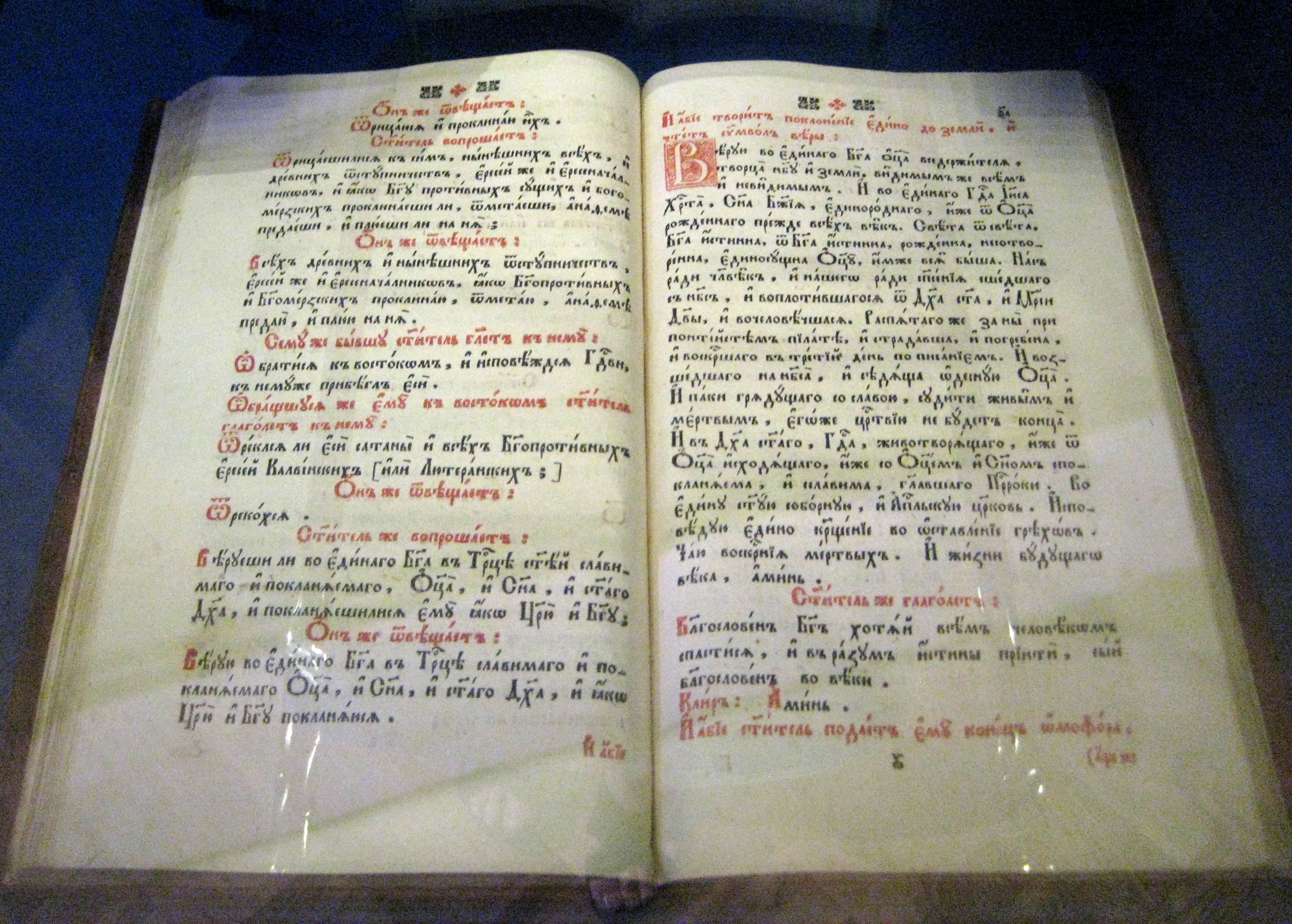
قانون الإيمان أو كما يُسمَّى بقانون الإيمان المسيحي باللغة اليونانيّة، وهو نص عبارة عن صياغة أدبية للعقائد المسيحية.

تعتمد الكنائس التقليدية المسيحية الستة وهي: الكاثوليكية، الأرثوذكسية الشرقية، الأرثوذكسية المشرقية، والنسطورية، على التقليد وكتابات آباء الكنيسة والمجامع إلى جانب الكتاب المقدس في التشريع. لا تعتبر الكنائس البروتستانتية من ضمن الكنائس التَّقليدية، ذلك لتمسكها بالكتاب المقدس وحده ورفضها للسلطة التراتبية والأسرار السبعة؛ ويعتبر الكتاب المُقدَّس وحده هو مصدر السُّلطان التَّشريعي.
بشكل عام تعتبر الكنيسة الكاثوليكية الأكثر تطويرًا للعقائد المسيحية من خلال دراسة خلفية النص بدلاً من حرفيته، على عكس بعض الكنائس البروتستانتية التي تنحو نحو التفسير الحرفي للكتاب المقدس بفرض سلسة من الشرائع كالقيود على الطعام وختان الذكور الذي تفرضه أيضًا كنيسة التوحيد الأرثوذكسية الإثيوبية والكنيسة القبطية الأرثوذكسية.
الشريعة المسيحية أو القوانين الكنسيّة هي مجموعة القوانين المستندة من الكتاب المقدس والمجامع المسكونية السبعة وقوانين الرسل، وكتابات وتعاليم آباء الكنيسة واجتهادات علماء الدين المسيحي، والتي تحدد علاقة الإنسان بالله وبالناس وبالمجتمع والكون. وتحدد ما يجوز فعله وما لا يجوز. تُقسم مصادر التشريع المسيحي في الكنائس التقليديّة إلى خمسة أقسام رئيسية هي:
- الكتاب المقدس: وهو المصدر الرئيسي والأهم في التشريع المسيحي. وينقسم الكتاب المقدس لدى المسيحيين إلى قسمين متمايزين هما العهد القديم والعهد الجديد. ويتكون العهد القديم من من ستة وأربعين كتابًا يطلق عليها اسم أسفار، وقد قسّمت أسفار العهد القديم حسب التقليد المسيحي إلى أربعة أقسام وفروع أولها التوراة التي تؤلف أسفار موسى الخمسة، ثم الأسفار التاريخية وأسفار الأنبياء والحكمة؛ أما العهد الجديد فيحتوي على سبعة وعشرين سفرًا وهي الأناجيل القانونية الأربعة بالإضافة إلى أعمال الرسل وأربعة عشر رسالة لبولس وسبع رسائل لرسل وتلاميذ آخرين وسفر الرؤيا.[106] ومواضيع الأسفار مختلفة، فإن اعتبر سفر التكوين قصصيًا بالأولى، فإن سفر اللاويين تشريعيًا بالأحرى، أما المزامير فسفرٌ تسبيحي، ودانيال رؤيوي.
- قوانين الرسل: وهي قوانين الديدسكاليا والديداخي. يعد الكتاب المصدر التشريعي المسيحي الثاني بعد الكتاب المقدس في الكنائس التقليدية ويضم تعاليم وأقوال وقوانين الرسل.[107] ويُعالج الكتاب كثيرًا من نواحي الحياة المسيحية، وسيمّا حياة الأسرة المسيحية والزاوج. ويعالج في إسهاب واجبات الأسقف، وموضوع التأديبات الكنسيَّة، والعبادة الليتورجيَّة، وكذلك موضوع الأرامل والشماسات.[108] وتحوي الديداخي على دروس مسيحية وشعائر دينية مثل التعميد وتنظيم الكنيسة.[109]
- المجامع: هي المصدر الثالث من مصادر التَّقليد والتشريع المسيحي، ويُقصد بالمجامع اجتماع آباء الكنيسة لتقرير مسألة خاصَّة بالدِّيانة المسيحية. وقد تأخذ طابع محلي أو مسكوني. تتفق الكنائس المسيحية التقليدية على المجامع المسكونية السبعة؛ وهي مجامع عالمية التي اجتمع فيها آباء الكنيسة من كلّ البلاد،[110] وفي نهاية المجامع المسكونية، كان يتمّ وضع قوانين إيمان، وقوانين مجامع. قوانين الإيمان عبارة عن صياغة أدبية للعقائد المسيحية، أمّا قوانين المجامع فهي عبارة عن حُلُول لبعض الإشكاليات الفقهية المسيحية التي تمّ مُناقشتها أيضاً في المجامع المسكونية.[111]
- تعاليم آباء الكنيسة: الآباء يُقصد بهم الذين ألَّفوا كتب ومؤلفات في شرح العقائد المسيحية لنشرها، ودافعوا عنها ضدّ الذين طعنوا فيها، تم جمع مؤلفات آباء الكنيسة في موسوعتين وهما موسوعة آباء ما قبل نقية وموسوعة آباء نقية وما بعدها، ويعتبر العمل مُصنَّف مسيحي فقهي يحتوي على سائر القواعد الدينية التقليدية للسلوك فضلاً عن شرح مفصل عن العقيدة والتعاليم المسيحية.[112] تضم الموسوعة الأعمال اللاهوتية المتعلقة بالعقيدة المسيحية، والفلسفة المسيحية، والتشريعات الدينية، والقُدَّاسات، والطُّقُوس الدينية وطرق العبادة، والأحكام المعتمدة من الكتاب المقدس والتي تنظم علاقة الفرد بربه، والأحكام التي تنظم الزواج والطلاق وحقوق الأولاد والميراث والوصية، والأحكام التي تنظم علاقة الدولة بالأفراد أو بالدول الأخرى والعلاقات التي تنظم علاقة الفرد بأخيه الفرد.
- التقاليد المسيحية: هي عبارة عن مجموعة من التقاليد والممارسات أو المعتقدات المرتبطة بالمسيحية أو جماعات مع المسيحية. العديد من الكنائس لديها عادات وممارسات تقليدية مختلفة، مثل أنماط معينة من العبادة أو الطقوس، والتي وضعت على مر الزمن. تطورت طرق عبادة بناءً على التقاليد المسيحية منها الليتورجيا والمسبحة الوردية ودرب الصليب.[113] تشمل التقاليد أيضًا تدريس تعاليم تاريخية حيث تعترف بها السلطات الكنسيّة، مثل تعاليم المجامع الكنيسة ومؤلفات المسؤولين الكنسيين (على سبيل المثال، البابا، بطريرك القسطنطينية، رئيس اساقفة كانتربري وغيرهم)، ويشمل تدريس علماء الدين المسيحي مثل تعاليم آباء الكنيسة، والمصلحون البروتستانت، وكتابات مؤسسي الحركات المسيحية مثل جون ويسلي.

## العقيدة الاجتماعية

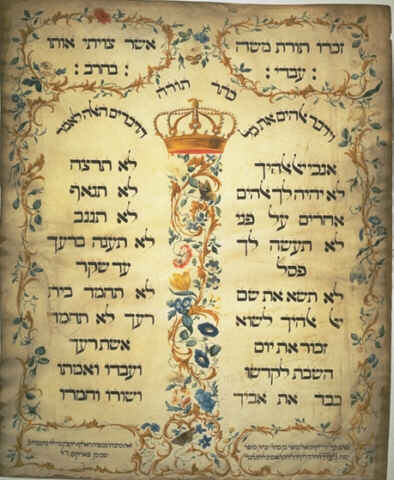
الوصايا العشر، أرفع آثار التراث اليهودي المسيحي.

العقيدة الاجتماعية في المسيحية أو التعليم الاجتماعي، مستوحى من الكتاب المقدس، لاسيّما مقاطع بعينها مثل الوصايا العشر التي تلقفها النبي موسى على طور سيناء، والتطويبات التي أعلنها المسيح. الحق في الحياة، هو أول تعاليم العقيدة الاجتماعية، فمن الواجب «أن تحترم حياة الإنسان من لحظة الحمل وحتى لحظة الوفاة الطبيعية»، وبالتالي فإن القتل، والمساعدة على القتل، والقتل في الحرب خارج وقت المعركة، والتخلّص من المعوقين والمرضى والنازعين أو القتل الرحيم، وقطع الأعضاء، والإجهاض، والانتحار، والإدمان، والعنف ضد الجسد البشري، وعدم احترام جسد الميت، يعتبر خرقًا للوصية الخامسة وأعمالاً ضد العقيدة، وضد الله نفسه؛ وكذلك حال الإعدام بالنسبة لغالب الجماعات المسيحية، إلا «في حالة استحالة حماية المجتمع البشري من المجرم إلا بإعدامه، وهي حالة نادرة إن لم نقل معدومة»؛ الحرب يسمح بها ضمن ستة شروط أبرزها عدالة القصد والسبب.
الحق في الحرية، هو أيضًا حق أصيل للإنسان، وترتبط حرية الإنسان بحرية إرادته، وبالتالي "حرية الفرد، لا يجوز الحد منها حتى عند اختياره الشر، ما لم يمسّ كرامة الآخرين البشرية وحرياتهم"، وتشمل حرية الإنسان، حرية التجمع، والتعبير عن الرأي، والإعلام، واختيار المهنة، وتأسيس شخصيات اعتبارية؛ وعلى رأس حريته، تأتي حرية التدين "إذ يجب على كل إنسان أن يعتنق الدين الذي يراه أمام ضميره صحيحًا، دون إجبار ودون أن يؤدي ذلك لأي مضايقات أو تمييز أو إجحاف بحقوقه"؛ ويرتبط الحق بالحرية، بالحق بالكرامة والمساواة بين جميع البشر، وهي كرامة مصدرها الله: "لا ذكر ولا أثنى، لا يهودي ولا يوناني، لا عبد ولا حر، لأنكم جميعًا واحد في المسيح يسوع"؛كو 3:11]غل 3:28] في ضوء هذه الكرامة، يغدو البغاء، والاتجار بالبشر، والاتجار بالأعضاء، والعنصرية، خطايا، وضد مشيئة الخالق؛ وفي ضوئها أيضًا يغدو واجبًا احترام الثقافات والشعوب المختلفة بوصف تنوّع البشرية "انعكاس لغنى الله اللا محدود". تعلّم المسيحية أن الإنسان كائن اجتماعي، فلا يجوز للمجتمع أن يطغى على الحرية الفرد، ولا يمكن للفرد أن يعيش دون مجتمع".
الحق في العمل يعتبر جزءًا أصيلاً من دعوة الإنسان بوصفها «مهمة من الله أودعها البشر»،تك 2:15] ومن ثم فالأجر العادل لقاء عمله هو حق يدخل ضمن الوصية السادسة، وكذلك حرية التصرف بالأجر، والملكية الخاصة، والإرث بوصف الأولاد «بالتساوي» استمرار آبائهم؛ وحق الملكية موقوف بحجم أو طبيعة الملك ومدى اتفاقه مع الخير العام. المسيحية تؤمن بأن الله منح الإنسان الأرض ليستثمرها بالشكل الأمثل وفق قاعدتي الخير والعدالة، وبالتالي أعطاه وكالة ليتسلط على الأرض، وهذه الوكالة هي أصل السلطة في المجتمع؛رو 13:1] فالسلطة تعتبر شرعية طالما مقيدة بغايتها أي الخير والعدل، وتفقد ماهيتها إن تعدت على واجبها؛ فريديك آرنولد مؤسس «مسيحيون ديمقراطيون» قال بأنّ «المسيحية والديمقراطية هما شيء واحد». المسيحية تعلّم باحترام العلوم والفنون «بوصف الله نبع الحقيقة ونبع الجمال».

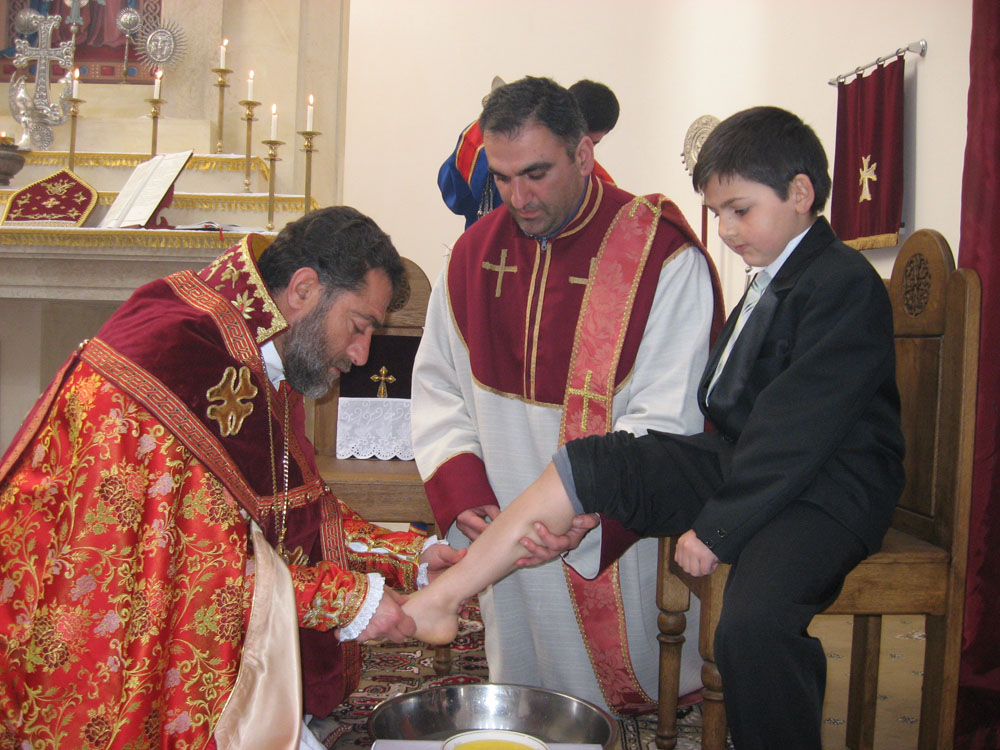
كاهن من كنيسة الأرمن الأرثوذكس يقوم بغسل أرجل المصلين في يوم خميس العهد؛ تحث المسيحية على التواضع ومحبة الآخر.

أيضًا فللإنسان الحق أيضًا بالزواج دون إكراه، لإقامة عائلة «قدس أقداس الحياة»؛ وإكرام الوالدين يعتبر الوصية الرابعة والأولى من وصايا القريب؛ ولما كان الكتاب يرى البشرية «أسرة واحدة» فالوصية تشمل في سلطانها نوعًا ما جميع البشر.تك 5:1]
ويعود للوالدين تحديد عدد الأولاد، وطرق تربيتهم، ولا يحق للمجتمع التدخل إلا في الحالات الخاصة؛ وترفض معظم الجماعات المسيحية زواج مثليي الجنس، وتعدد الزوجات، والمساكنة، وإعارة الرحم، وبوجه العموم زواج المسيحيين من غير المسيحيين، بوصفها مخالفة لقصد الزواج؛ كما ترفض الطلاق لأن العهد المشهر بالزواج من سماته الديمومة، وإنما في حالة استحالة الحياة الزوجية، يجوز الهجر، أو فسخ الزواج، أو إعلان بطلانه، بعد عرض القضية أمام محكمة كنسية. كما أنّ أغلبية الطوائف المسيحية ترى أن الممارسة المثلية الجنسية ممارسة غير اخلاقية وخطيئة. ويحق لكل إنسان العلم والمعرفة، والتحرر من الخرافة والجهل، والابتعاد عن التنجيم والسحر والأبراج وما شابه، وكذلك احترام البيئة، والجماعات البشرية الأخرى، وبشكل خاص «الفقراء، والمحتاجين، الأولى بالعناية من سواهم».

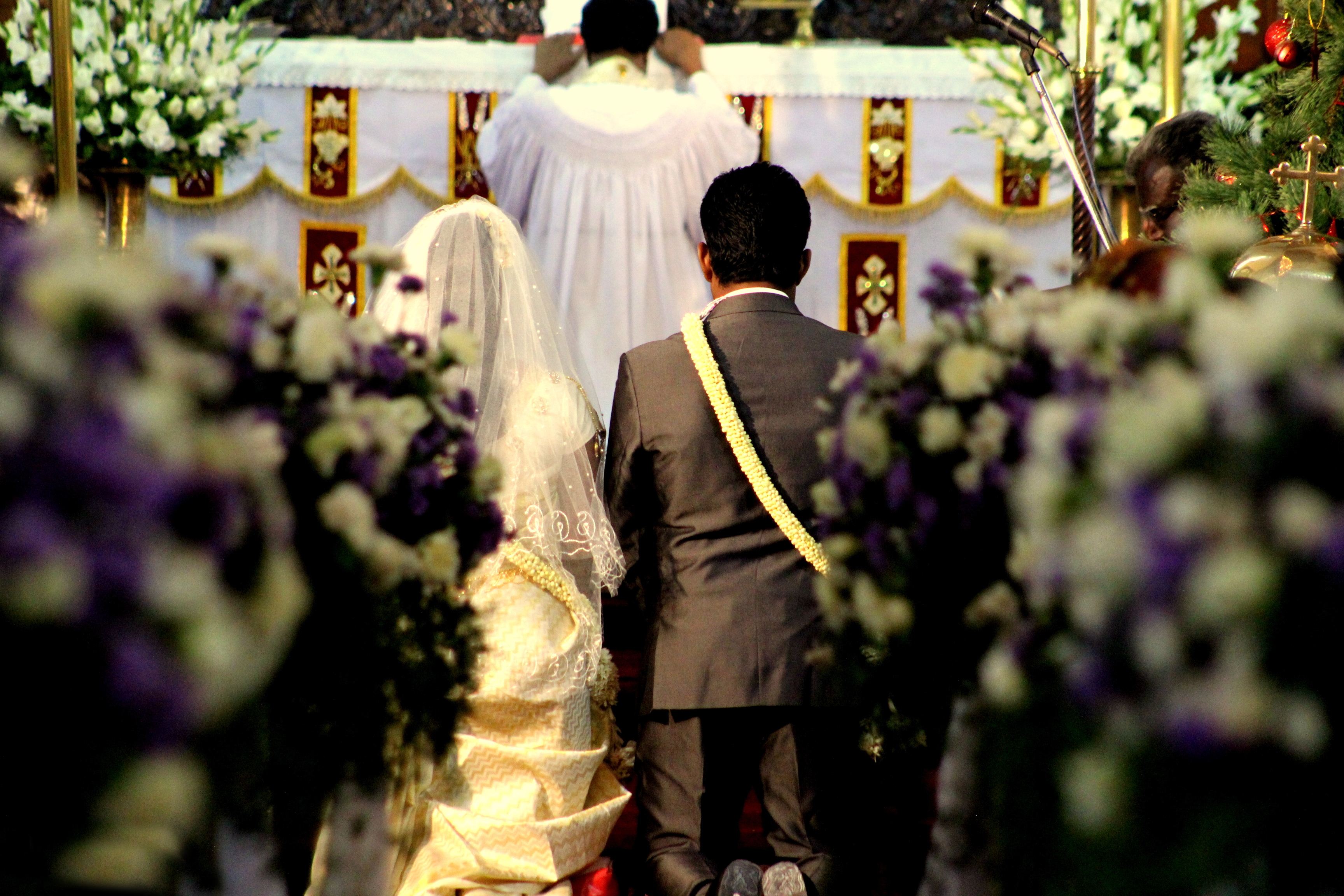
مسيحيون هنود يؤدون طقوس تقليدية خلال حفل زفاف؛ تحث المسيحية على الزواج لإقامة عائلة "قدس أقداس الحياة".

لا تفرض المسيحية أنماطًا محددة من المظهر الخارجي، إلا أنها تلزم الحشمة؛ ولا تحوي قواعد للطعام، إنما الأمر خاضع لقاعدة العهد الجديد «كل شيء حلال، ولكن ليس كل شيء ينفع»؛ وبينما يعتبر إذهاب العقل بالسكر خطيئة، فإن شرب كميات معتدلة من الكحول لا إثم عليه؛ خارج التيار المسيحي العام تقوم كل من كنيسة التوحيد الأرثوذكسية الإثيوبية والأدفنتست بفرض سلسة من الشرائع على الطعام وهي تشابه القيود الموجودة في الديانة اليهودية والتي تعرف بالكشروت. ولا تلزم المسيحية بالختان، إنما هو أشبه بعادة اجتماعية في الشعوب التي تمارسه؛ علمًا أنّ المسيحيون العرب يختنون ذكورهم ويمارس أيضًا الغالبية الساحقة من المسيحيين ختان الذكور في الولايات المتحدة الإمريكية، الفلبين، كوريا الجنوبية، وأفريقيا تأثرًا بالعادات الاجتماعية والثقافة السائدة.
وبكل الأحوال فإنّ بعض الجماعات المسيحية الأقلوية - كبعض الجماعات البروتستانتية - لها فهمها الخاص لقضايا مثل الزواج، والختان، وحتى حفظ السبت. يعتبر الكذب، وشهادة الزور، وحلف يمين كاذب، أو في غير موضعه، من الأعمال ضد الوصيتين الثانية والثامنة. بشكل العام، الشريعة الأخلاقية كما تراها المسيحية «طبيعية، ويعرفها الإنسان مبدئيًا بواسطة عقله»، «مكتوبة على ألواح القلب البشرية».
في الكتاب المقدس هنالك عدد من الآيات التي تحث وتدعو إلى النظافة الشخصية. كما فان الغسل واجب اجتماعي له أهميته، غسل الجسم كله، وغسل الأيدي والأرجل. لذلك فقد شجعت الديانة المسيحية على الاعتناء بالنظافة الشخصية. في العهد القديم، هناك عدد من طقوس الطهارة المطلوبة والمتعلقة في الولادة، والحيض، والعلاقات الجنسية، والانبعاثات ليلية، سوائل الجسم غير العادية، أمراض الجلد، الموت والذبائح الحيوانية. تسمى شرائع الطهارة «بالشرائع الاجتماعية»، وهي متنوعة فمثلًا نظافة الأسنان والفم مطلوبة، وفي الفصل الثاني عشر من سفر اللاويين هناك تنظيم لقواعد الحبل والولادة وكيفية الطهور بعدها إذ إن المرأة الحامل والحائض تعتبر نجسة. كذلك مراسيم الطهار بعد الجماع وبعد أي سائل آخر يخرج من الجسم والذي يعتبر عملاً نجسًا يجب الطهر منه، كذلك فعادة غسل الميت وفيها يتم غسل جسده كاملًا ويرتدي قبل الدفن أفضل الملابس، يُذكر أن هذه العادة تأخذ حيّز هام لدى الكنائس المسيحية الشرقية.
في المسيحية هناك عدة أوجه للنظافة: نظافة جسديّة، روحيّة، عقليّة، وأدبيّة. فجسديًا مطلوب من المؤمن المسيحي الاهتمام بنظافة بدنه، والاهتمام في مظهره الخارجي وفي نظافة ثيابه، والاهتمام بالطيب والتعطر بالروائح العطرة، أمّا روحيًا فتعنى الابتعاد عن النجاسة الروحية وهي الخطيئة حسب المفهموم المسيحي والتي تنبع من القلب ومصدرها القلب وحده حسب المفهوم المسيحي، أما من الناحية العقليّة فهي اجتناب الأفكار النجسة مثل الاشتهاء فمثلًا قال يسوع: ««كل من يداوم على النظر إلى امرأة ليشتهيها، فقد زنى بها في قلبه».

## الكتب
- جديد، اسكندر (1998). بدعة شهود يهوه ومشايعيهم. نداء الرجاء. مؤرشف من الأصل في 2022-11-03.